# László Nagy (scouting)
Dr. László Nagy (uttalas IPA: /ˌla:slo:ˈnɒɟ/), född 1921, död 18 december 2009 var generalsekreterare för scouternas världsorganisation World Organization of the Scout Movement mellan 1968 och 1985.
Han är en schweizisk medborgare av ungerskt ursprung. Nagy är en sociolog, historiker och doktor i statsvetenskap, en tidigare journalist och författare till en rad böcker om politik. 1966 åtog sig Nagy en omfattande undersökning av scoutrörelsen, finansierad av  Ford Foundation. 1968 erbjöd WOSM honom posten som generalsekreterare, en post han kom att inneha i 17 år.

## Böcker
Dr. László Nagy, 250 Million Scouts, World Scout Foundation och Dartnell Publishers, 1985